# 6-os metró (Brüsszel)
A brüsszeli 6-os metró nagyrészt a 2-es metróval párhuzamosan a Petite ceinture alatt közlekedik, majd észak fele folytatja útját, így egy „6-os” formát alkotva a térképen. Kiindulási pontja a Roi Baudouin/Koning Boudewijn a másik végállomása pedig az Elisabeth. A vonal a régi 1A metró útvonalán közlekedik északon, majd a 2-es vonallal párhuzamosan folytatja útját.
A vonal „körjárati” részéről bővebben ide kattintva lehet olvasni.

## Állomások

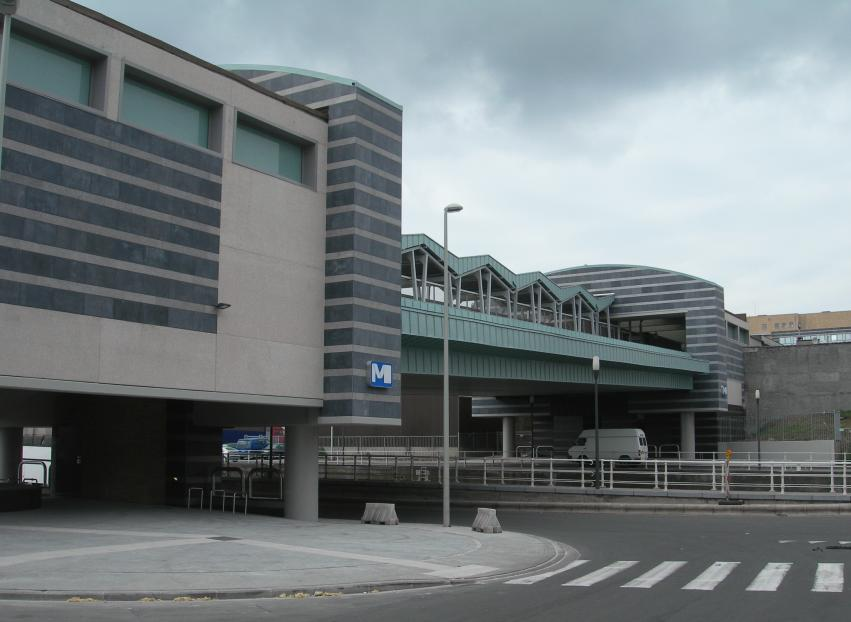
A 2-es és 6-os metró Canal de Charleroi felett átívelő hídja a Delacroix állomásnál

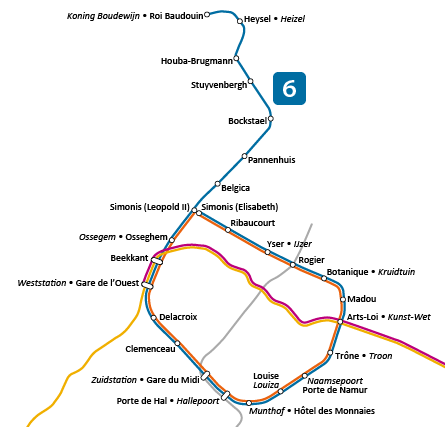
A 6-os metró térképe az érintett állomásokkal

|  |   |  | Állomások                     | Városrészek                      | Átszállási lehetőségek                                 |
|  | - |  | ----------------------------- | -------------------------------- | ------------------------------------------------------ |
|  | o |  | Roi Baudouin/Koning Boudewijn | Brüsszel (Laeken)                | 84, 88, N18 De Lijn                                    |
|  | o |  | Heysel/Heizel                 | Brüsszel (Laeken)                | 7 84, 88, N18                                          |
|  | o |  | Houba-Brugmann                | Brüsszel (Laeken)                | De Lijn                                                |
|  | o |  | Stuyvenbergh                  | Brüsszel (Laeken)                | 19, N18 De Lijn                                        |
|  | o |  | Bockstael                     | Brüsszel (Laeken)                | 62, 93 49, 53, 88, 89, N18 De Lijn, SNCB               |
|  | o |  | Pannenhuis                    | Brüsszel (Laeken)                |                                                        |
|  | o |  | Belgica                       | Brüsszel (Jette/Molenbeek)       | 51 14, 15                                              |
|  | o |  | Simonis                       | Brüsszel (Koekelberg)            | Metró: 2 19 13, 14, 15, 20, 87, N16 De Lijn, TEC, SNCB |
|  | o |  | Osseghem/Ossegem              | Brüsszel (Molenbeek)             | N16 De Lijn                                            |
|  | o |  | Beekkant                      | Brüsszel (Molenbeek)             | Metró: 1, 5 84 De Lijn                                 |
|  | o |  | Gare de l'Ouest/Weststation   | Brüsszel (Molenbeek)             | Metró: 1, 5 82, 86 De Lijn, TEC, SNCB                  |
|  | o |  | Delacroix                     | Brüsszel (Anderlecht)            | 89                                                     |
|  | o |  | Clemenceau                    | Brüsszel (Anderlecht)            | 46                                                     |
|  | o |  | Gare du Midi/Zuidstation      | Brüsszel (Saint-Gilles)          | 3, 4, 32, 51, 81, 82 27, 49, 50, 78 De Lijn, TEC, SNCB |
|  | o |  | Porte de Hal/Hallepoort       | Brüsszel (Saint-Gilles)          | 3, 4, 51 27, 48, N12 De Lijn, TEC                      |
|  | o |  | Hôtel des Monnaies/Munthof    | Brüsszel (Saint-Gilles)          | De Lijn, TEC                                           |
|  | o |  | Louise/Louiza                 | Brüsszel (Saint-Gilles)          | 92, 93, 94, 97 N08, N09, N10, N11                      |
|  | o |  | Porte de Namur/Naamsepoort    | Brüsszel (Ixelles)               | 34, 54, 64, 71, 80, N06, N08, N11                      |
|  | o |  | Trône/Troon                   | Brüsszel                         | 22, 27, 34, 38, 54, 64, 80, 95                         |
|  | o |  | Arts-Loi/Kunst-Wet            | Brüsszel                         | Metró: 1, 5 22                                         |
|  | o |  | Madou                         | Brüsszel (Saint-Josse-ten-Noode) | 29, 63, 65, 66, N05 De Lijn                            |
|  | o |  | Botanique/Kruidtuin           | Brüsszel (Saint-Josse-ten-Noode) | 92, 93 61, N04 De Lijn                                 |
|  | o |  | Rogier                        | Brüsszel                         | 3, 4, 25, 32, 55 58, 61, N18 De Lijn                   |
|  | o |  | Yser/IJzer                    | Brüsszel                         | 51 47, 58, 88, N18 De Lijn                             |
|  | o |  | Ribaucourt                    | Brüsszel (Molenbeek)             | 51 89 De Lijn                                          |
|  | o |  | Elisabeth                     | Brüsszel (Koekelberg)            | Metró: 2 19 13, 14, 15, 20, 87, N16 De Lijn, SNCB      |

## Fordítás
- Ez a szócikk részben vagy egészben  a   Ligne 6 du métro de Bruxelles című francia Wikipédia-szócikk ezen változatának fordításán alapul.  Az eredeti cikk szerkesztőit annak laptörténete sorolja fel. Ez a jelzés csupán a megfogalmazás eredetét és a szerzői jogokat jelzi, nem szolgál a cikkben szereplő információk forrásmegjelöléseként.

## Külső hivatkozások
- Az STIB-MIVB hivatalos weboldala. stib-mivb.be, 2014 [last update]. (Hozzáférés: 2014. március 24.)